# Garden Palace

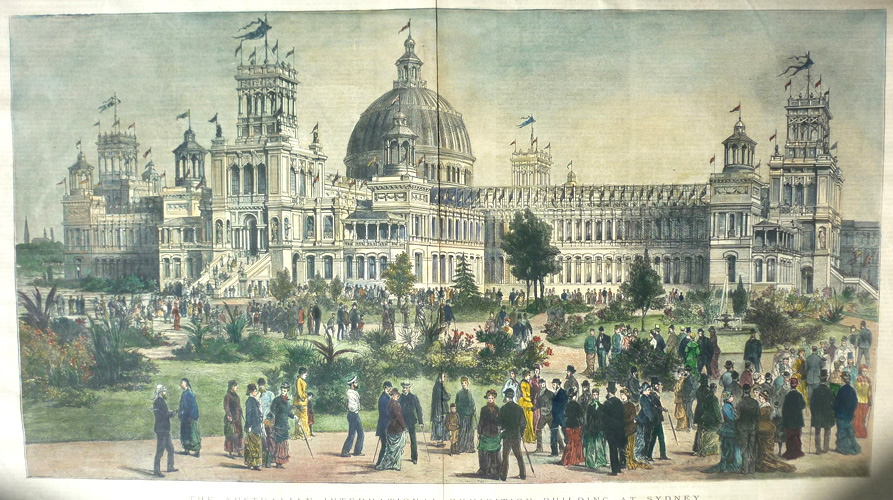
Garden Palace na Exposição Internacional (1879)

O Garden Palace foi um grande edifício de exibição construído para abrigar a Exposição Internacional de Sydney em 1879 em Sydney, Austrália. Foi projetado por James Barnet e construído por John Young, a um custo de £ 191.800 em apenas oito meses. Isso se deveu em grande parte à importação de iluminação elétrica da Inglaterra, que permitia que o trabalho fosse realizado 24 horas por dia.

## Descrição e história

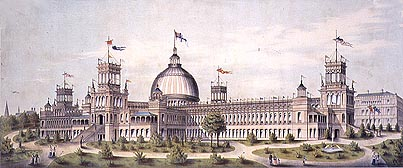
Uma gravura de 1879

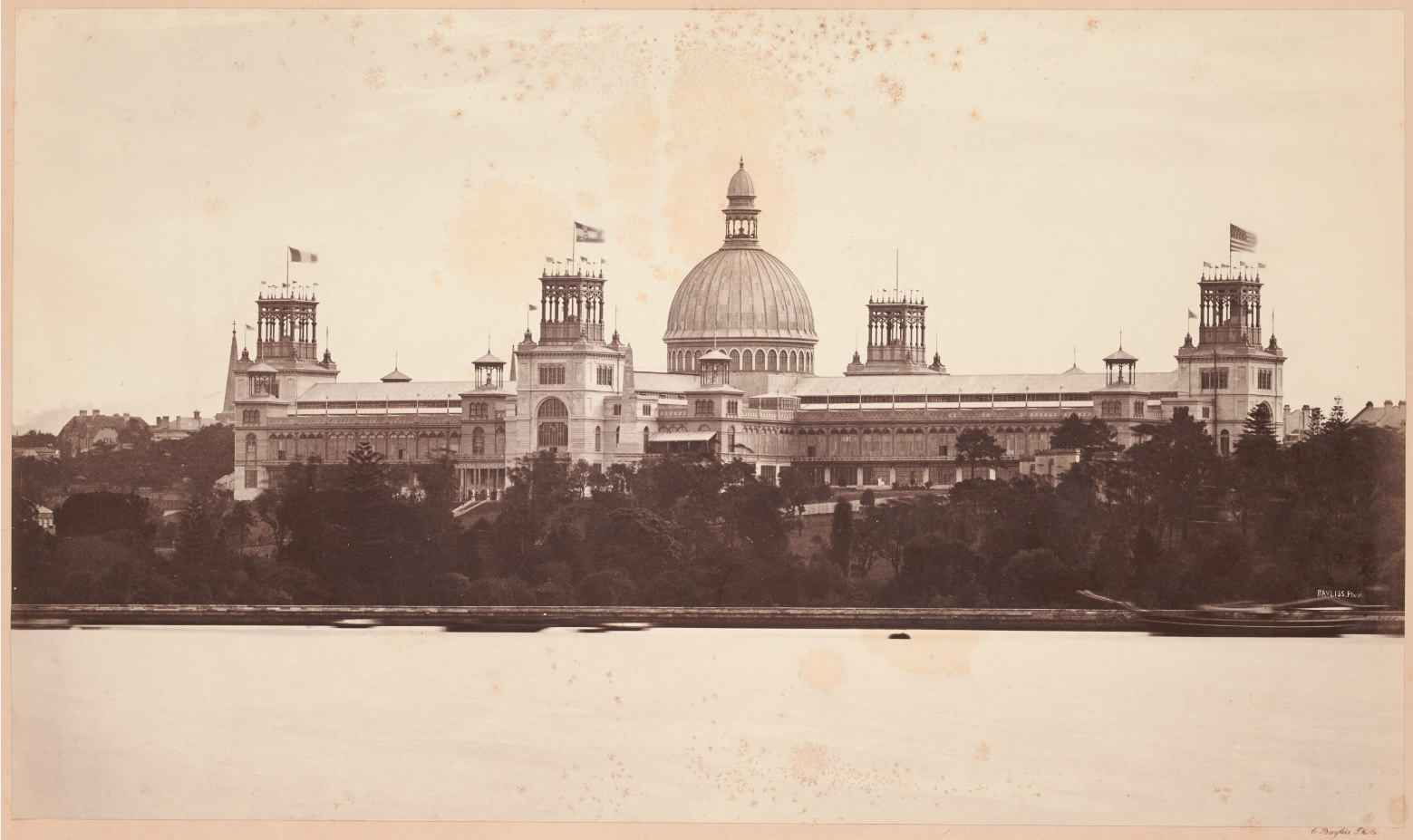
O palácio em 1880

Uma reformulação do Crystal Palace de Londres, o plano para o Garden Palace era semelhante ao de uma grande catedral, tendo um longo corredor com corredor inferior de cada lado, como uma nave, e um transepto de forma semelhante, cada um terminando em torres e encontrando-se sob uma cúpula central. O empreiteiro de sucesso foi John Young, um empreiteiro de construção altamente experiente que havia trabalhado no Crystal Palace para a Grande Exposição de 1851 e localmente no General Post Office and Exhibition Building no Prince Alfred Park.

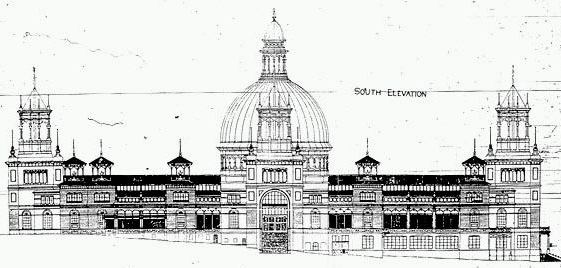
Jardim do Palácio de Sydney; um desenho arquitetônico da década de 1870

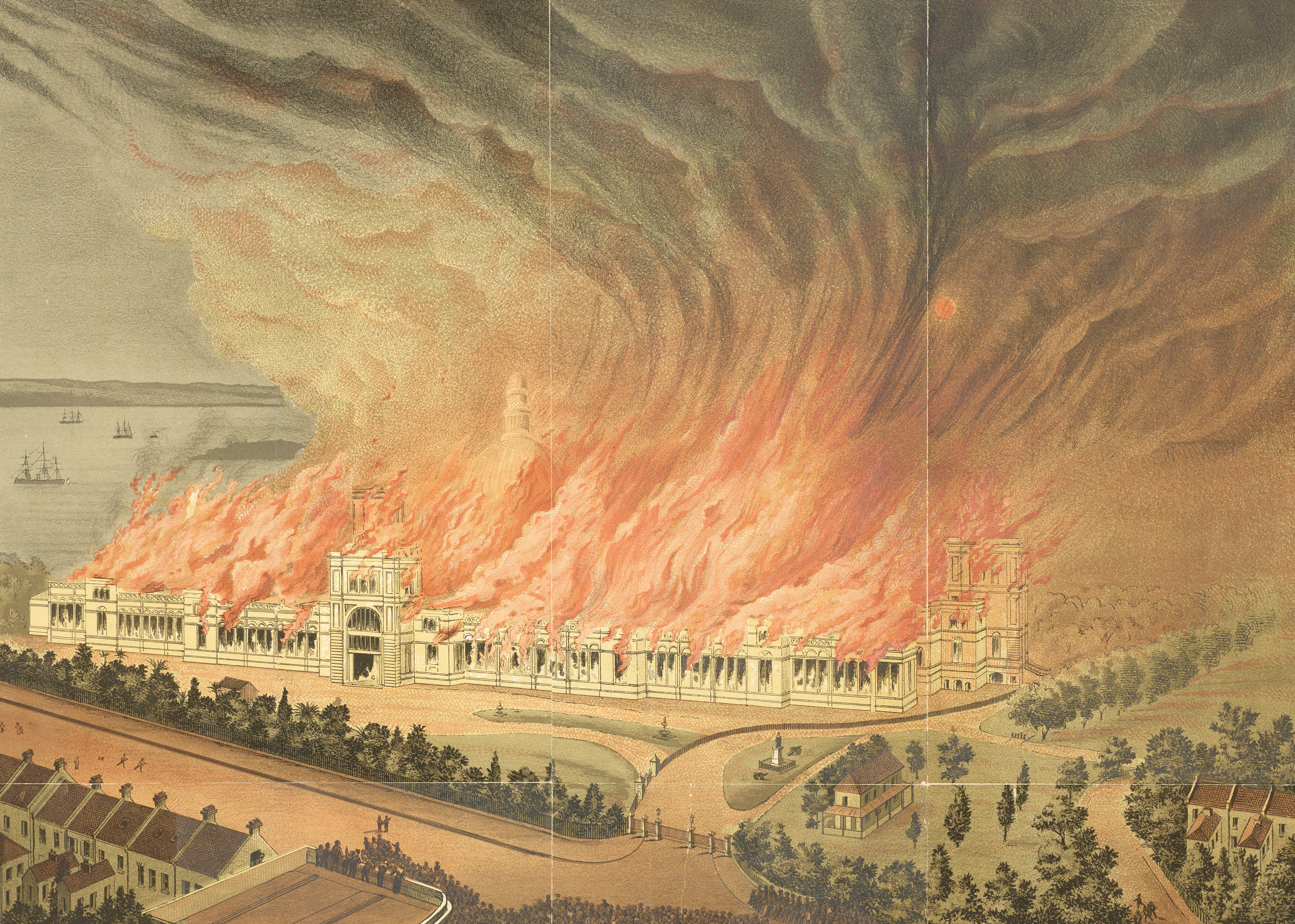
1882 ilustração do fogo.

A cúpula tinha 30,4 metros de diâmetro e 65,5 metros de altura. O edifício tinha mais de 244 metros de comprimento e uma área útil de mais de 112.000 metros com 4,5 milhões de pés de madeira, 2,5 milhões de tijolos e 243 toneladas de chapas de zinco galvanizado. O edifício era semelhante em muitos aspectos ao posterior Royal Exhibition Building em Melbourne. O primeiro elevador hidráulico de Sydney estava contido na torre norte, permitindo que os visitantes subissem na torre.. O Garden Palace estava situado no que é hoje o extremo sudoeste do Royal Botanic Garden. Foi construído principalmente de madeira, o que garantiu sua destruição completa quando engolfado pelo fogo na madrugada de 22 de setembro de 1882. O Garden Palace naquela época era usado por vários departamentos do governo e muitos registros significativos foram destruídos no incêndio. Entre 500 e 1000 peças de artefatos aborígenes de Sydney também foram perdidas neste incêndio.

## Objetos sobreviventes
Os únicos vestígios existentes do Garden Palace são os postes esculpidos de arenito de Sydney e os portões de ferro forjado, localizados na entrada da Macquarie Street para o Royal Botanical Garden. Um jardim rebaixado da década de 1940 e uma fonte com uma estátua de Cupido marcam a antiga localização da cúpula do palácio. Poucos artefatos da Exposição Internacional sobreviveram ao incêndio, um dos quais é uma estátua esculpida em grafite de um elefante, do Ceilão, hoje no acervo do Powerhouse Museum. Um piano de cauda Bechstein de 1878, que ganhou o primeiro prêmio de instrumento musical na Exposição, mas felizmente foi removido do Garden Palace antes do incêndio, também está na posse da Powerhouse. Vários itens são mantidos pela State Library of NSW relacionados ao The Garden Palace, incluindo um pedaço de vidro derretido do incêndio do Garden Palace, um lenço e um livro, The Sydney Garden Palace: um poema patriótico e histórico de Frederick Cumming.

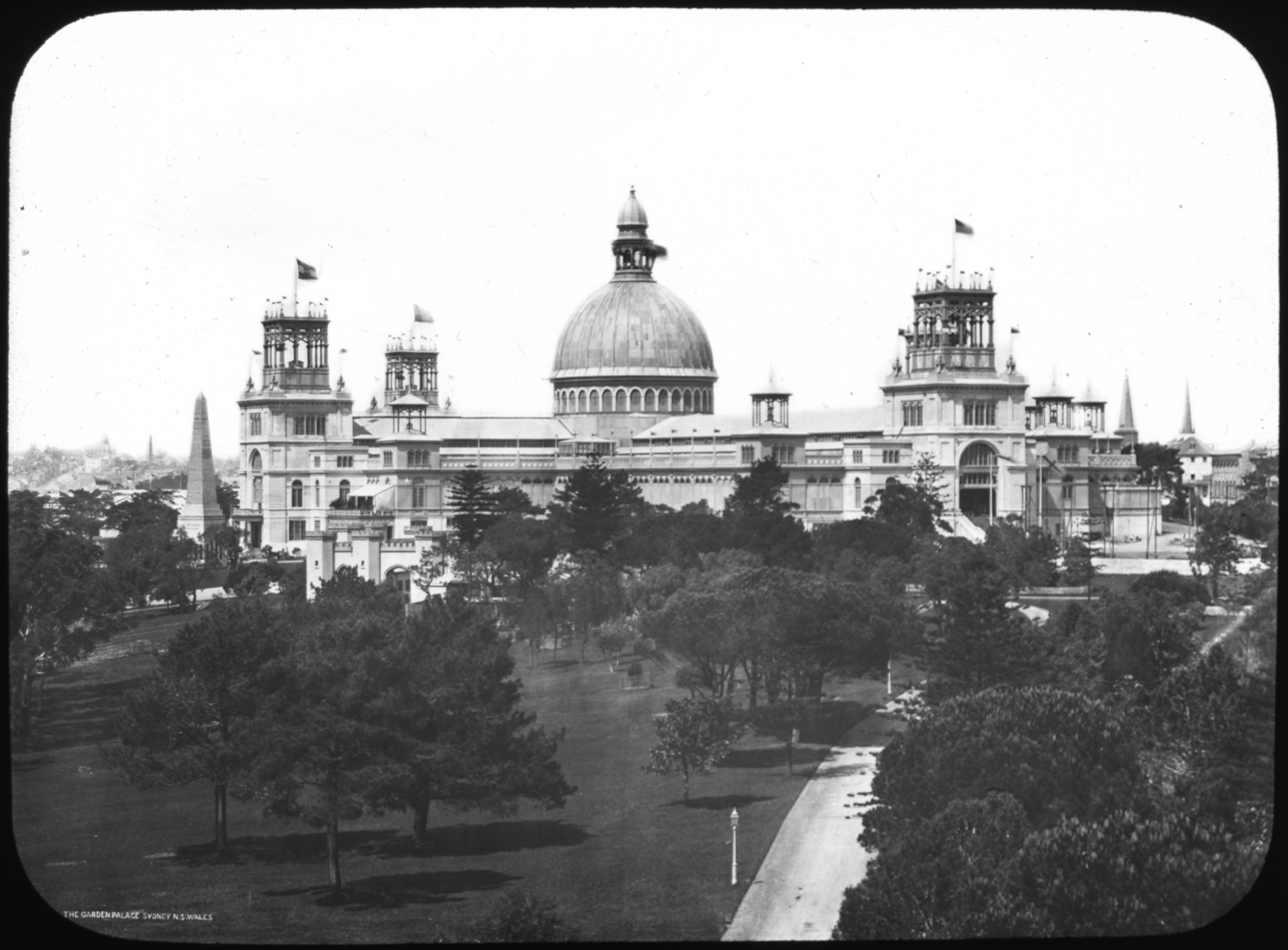
View from afar
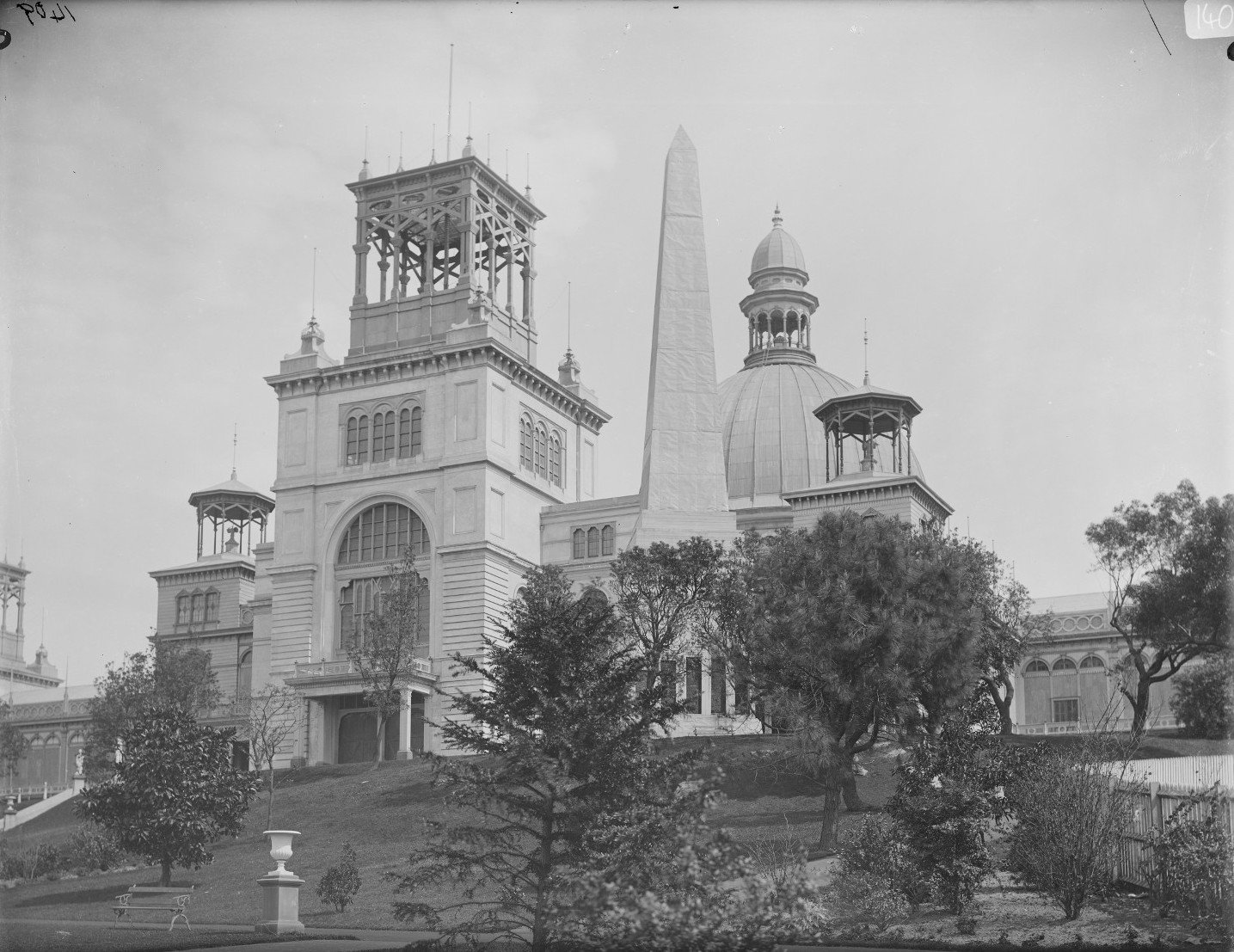
One of the towers
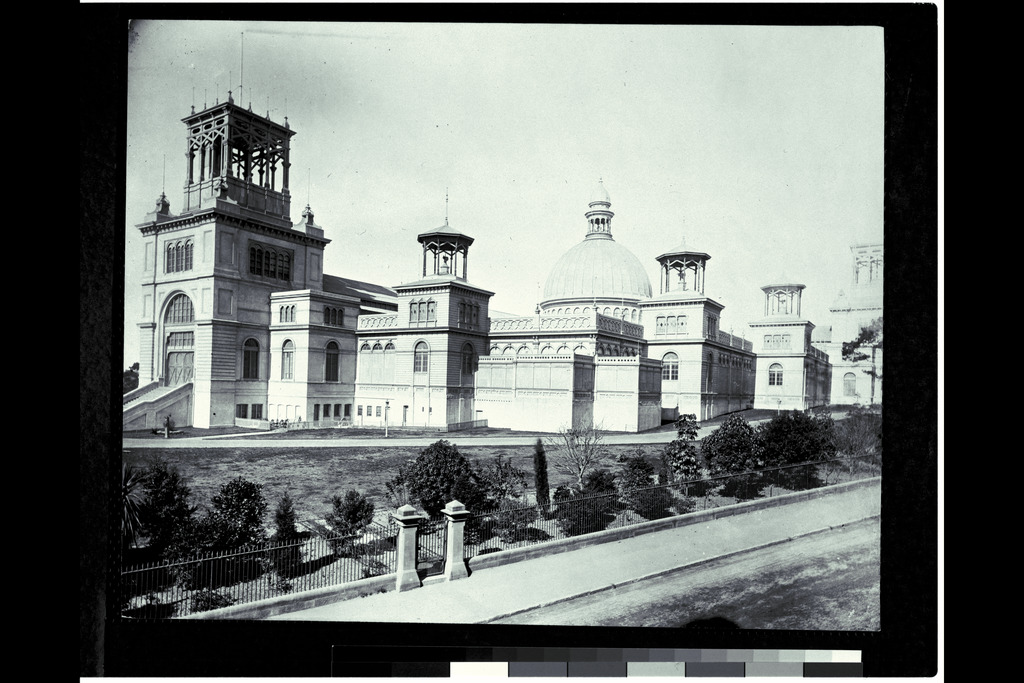
The Garden Palace
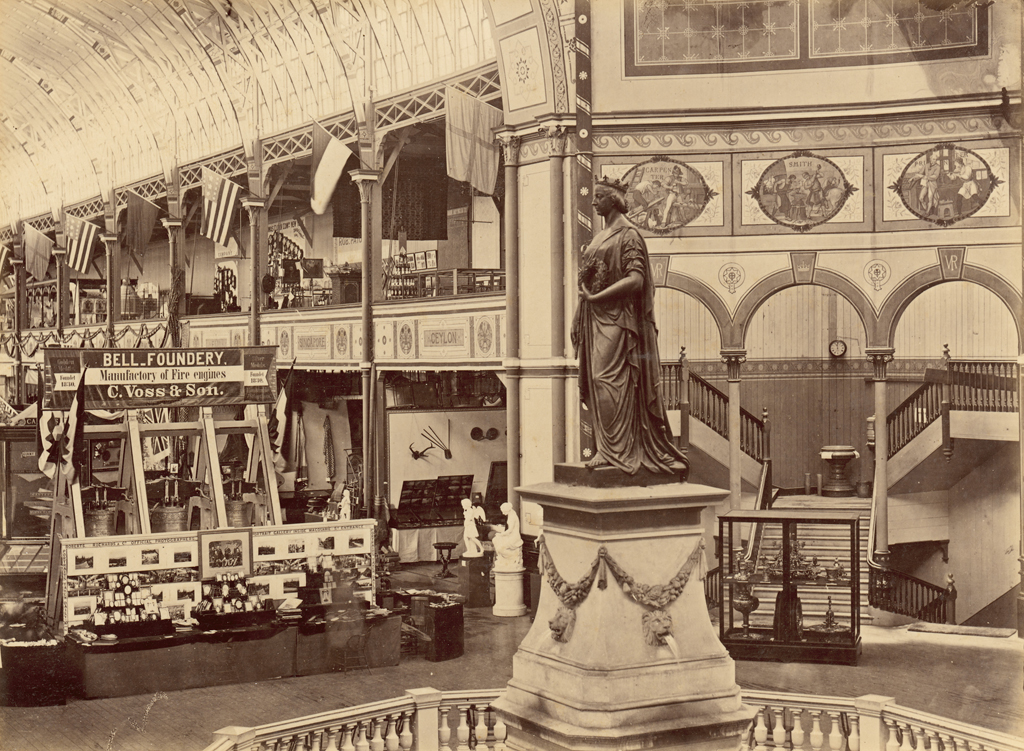
Statue of Queen Victoria, taken from under the dome
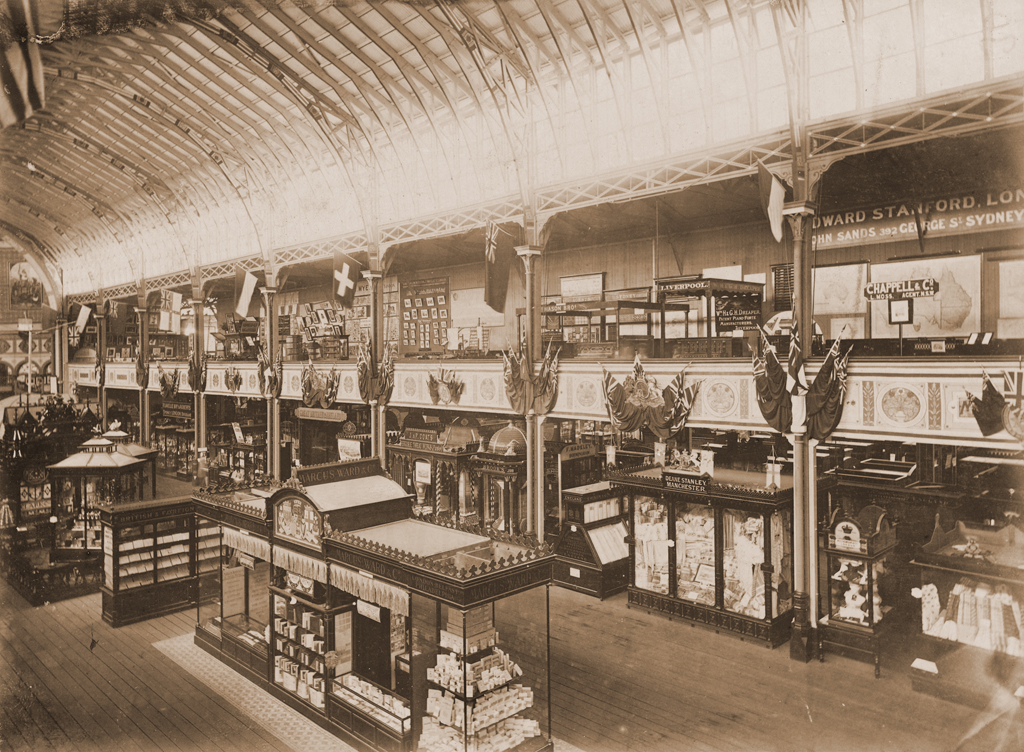
North Nave (taken from the Orchestra)
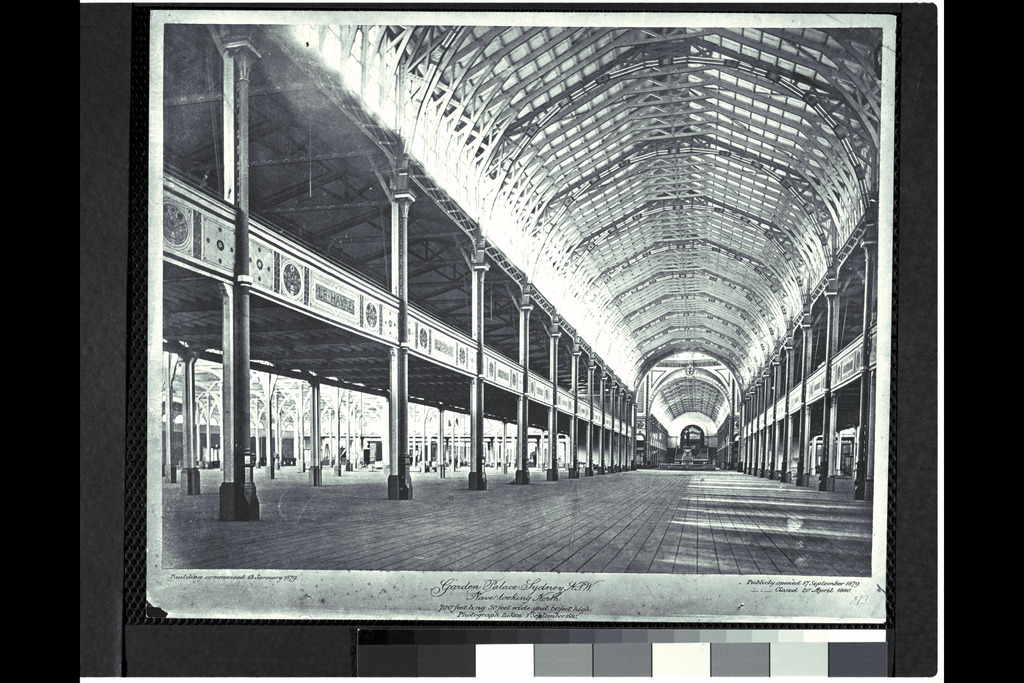
North nave
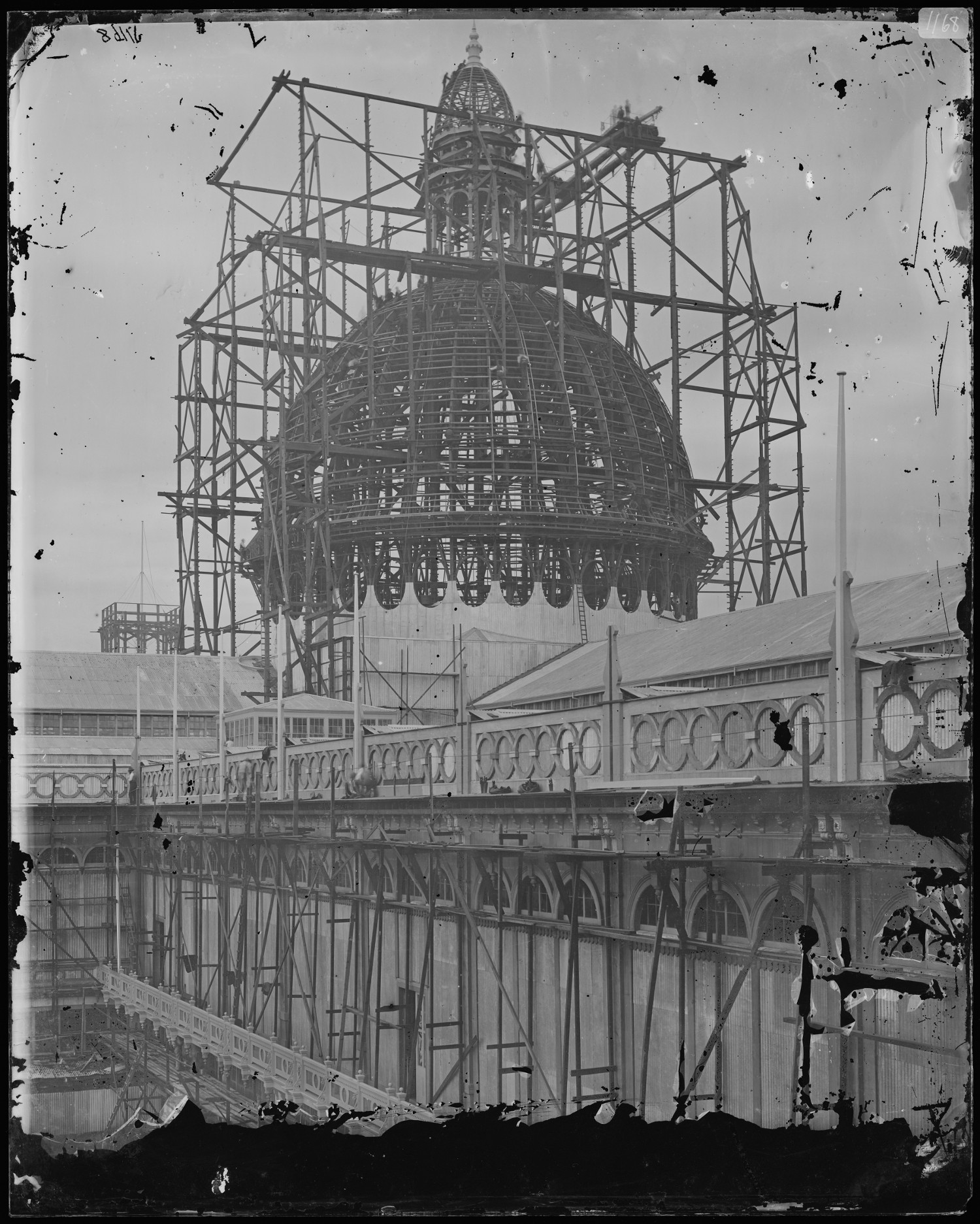
Construction of the dome
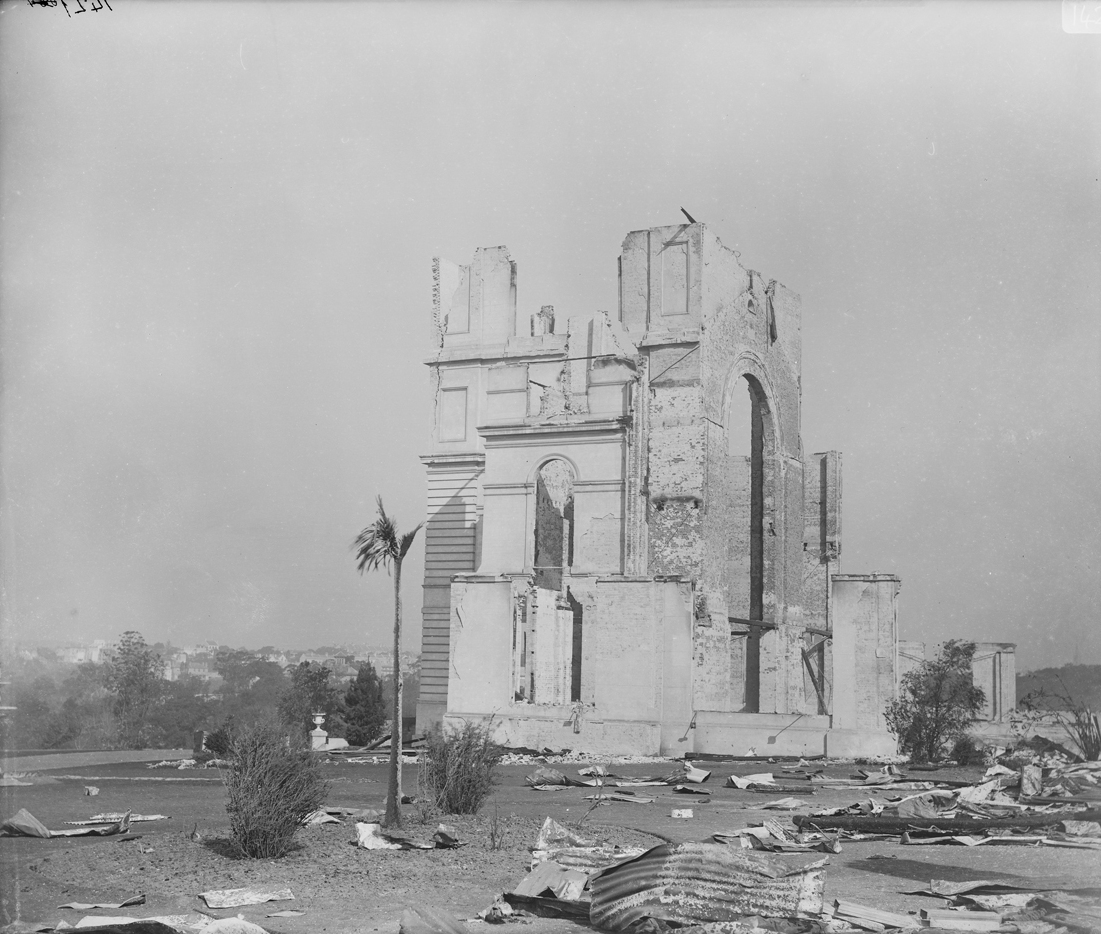
Ruins of the Garden Palace, 1882